# Андросов Олексій Іванович
Олексі́й Іва́нович Андро́сов — український військовий, бригадний генерал, начальник штабу — заступник командувача морської піхоти Військово-Морських Сил Збройних сил України, відзначився у ході російського вторгнення в Україну.

## Звання
- Полковник
- Бригадний генерал (23 травня 2023)[1]

## Нагороди
- орден Богдана Хмельницького II ступеня (3 вересня 2023) — за особисту мужність, виявлену у захисті державного суверенітету та територіальної цілісності України, самовіддане виконання військового обов'язку[2]
- орден Богдана Хмельницького III ступеня (7 березня 2022) — за особисту мужність і самовіддані дії, виявлені у захисті державного суверенітету та територіальної цілісності України, вірність військовій присязі[3]
- медаль «За військову службу Україні» (21 травня 2021) — за особисту мужність, самовіддані дії, виявлені у захисті державного суверенітету і територіальної цілісності України, зразкове виконання військового обов'язку та з нагоди Дня морської піхоти України[4][5]

## Родина
Дружина, син та донька[джерело?].